# Burenstam
Burenstam är en utslocknad svensk adelsätt, som hade gemensamt ursprung med den adliga ätten af Burén liksom med ofrälse släktgrenar med namnet Burén.
Släkten är känd från norra Östergötland sedan slutet av 1500-talet. Den gemensamme stamfadern till ätterna Daniel Jonsson (1708–1791) antog efternamnet Borijn, som han sedan ändrade till Burén. Han var gift fyra gånger och alla äktenskapen slutade med hustruns död. I sitt andra äktenskap var han gift med Hedvig Altin (1712–1754) och fick två söner samt blev delägare i Grytgöls bruk i nuvarande Finspångs kommun.
Den äldre sonen Carl Daniel Burén blev ägare till Boxholms bruk och far till bland andra Peter Carl Burén (1773–1828), som adlades 1814 med namnet af Burén.
Den yngre sonen Olof Burén blev ägare till Skyllbergs bruk i Lerbäcks socken, idag i Askersunds kommun. Detta förblev sedan i släktens ägo fram till senare delen av 1800-talet. Han förvärvade även Stjärnsunds gods vid sjön Alsen i Askersunds kommun, där han lät uppföra den nuvarande huvudbyggnaden, Stjernsunds slott.
Han innehade även Stjärnorps slott i Östergötland samt det så kallade Burenstamska huset i Örebro. Olof Burén adlades 1791 med namnet Burenstam och introducerades 1793 på Riddarhuset på nummer 2156.
Ätten Burenstam  utslocknade på svärdssidan med Fredrik Burenstam (1868–1949), som var sonsons son till den först adlade Olof Burenstam. Fredrik Burenstam var anställd vid Norra Södermanlands Järnväg, där han slutade som trafikchef. Han efterlämnade två döttrar men inga söner. Efter Fredrik Burenstams död har ättlingar till denne lagt Burenstam till sitt tidigare efternamn eller fått det som mellannamn. Mest känd bland dessa var nationalekonomen och politikern Staffan Burenstam Linder (1931–2000).
Offentlig statistik  tillgänglig i juni 2018 uppger att 13 personer med efternamnet Burenstam Linder var bosatta i Sverige. Tre personer hade vidare Burenstam som förnamn (mellannamn).

## Personer med efternamnet Burenstam
- Axel Burenstam (1816–1889), fodsägare och politiker
- Carl Burenstam  (1829–1907), diplomat och  historiker
- Staffan Burenstam Linder (1931–2000), nationalekonom, handelshögskolerektor och politiker, moderat

## Släktträd (urval)
- Daniel Jonsson Borijn, senare Burén (1708–1791), bruksägare
  - Carl Daniel Burén (1744–1827), brukspatron, Boxholm
    - Peter Carl Burén, adlad af Burén (1773–1828)

  - Olof Burén, adlad Burenstam (1752–1821), brukspatron
    - Johan Daniel (Janne) Burenstam (1781–1873), överstelöjtnant 
      - Gustaf Fredrik Olof (Fritz) Burenstam (1812–1901),  generalmajor
      - Axel Burenstam (1816–1889), kapten, godsägare och politiker
        - Fredrik Burenstam (1868–1949), trafikchef
          - Marianne Linder, född Burenstam (1899–1990)
            - Staffan Burenstam Linder (1931–2000), nationalekonom och politiker

      - Carl Burenstam (1829–1907), diplomat och historiker

    - Hedvig Christina Åkerhielm, ogift Burenstam (1783-1863), gift 1801 på Skyllbergs Bruk med Samuel Åkerhielm af Margretelund (1763-1821) från Dylta Bruk.
    - Eva Fredrika Hagelstam, ogift Burenstam (1791–1877), gift med Otto Julius Hagelstam (1785–1870), militär, kartograf och skriftställare